# چوکه لیک

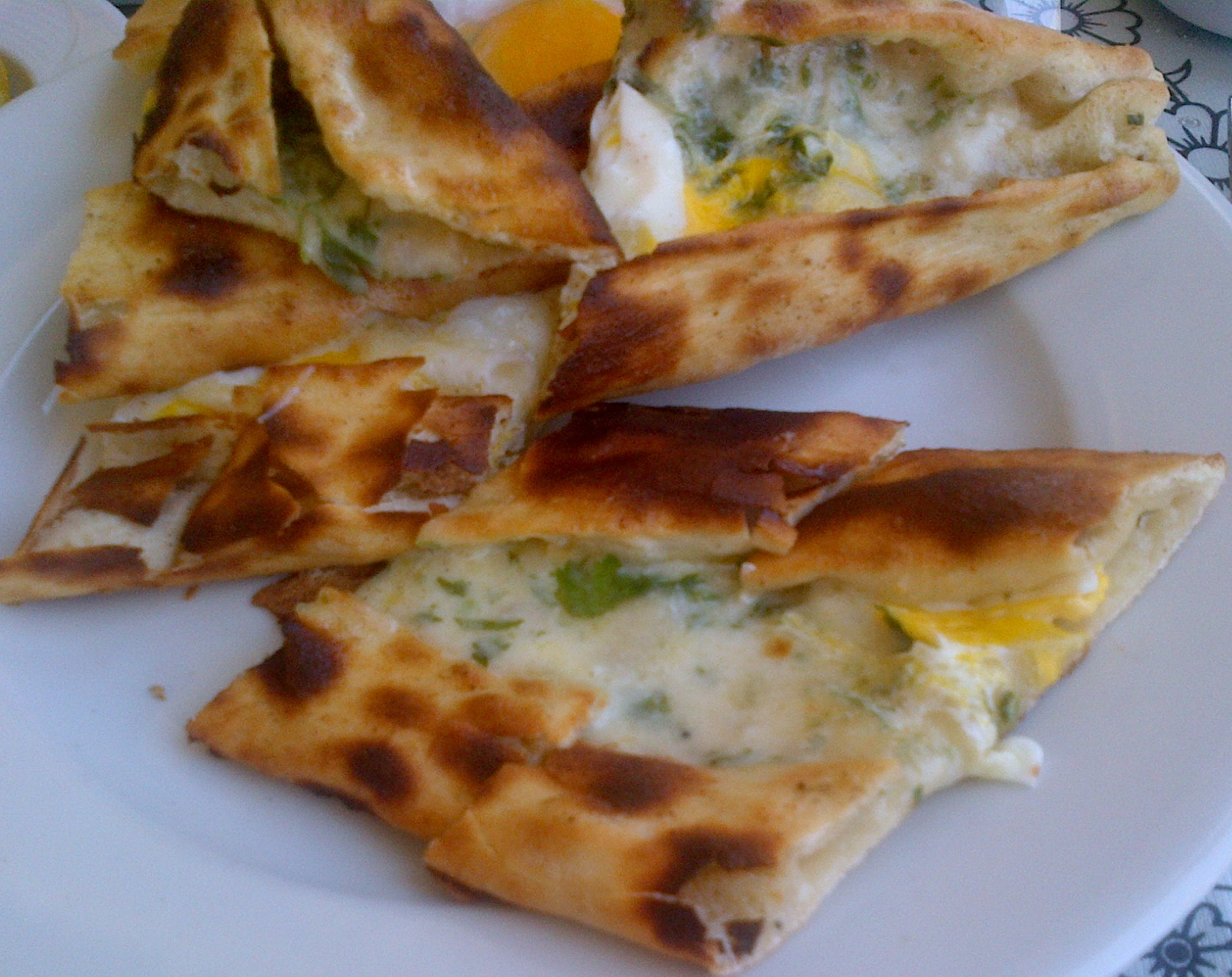
چوکه لیک نام یکی از فراورده‌های لبنی است که توسط ترک‌های قشقایی تهیه می‌شود. این خوراکی بیشتر در فصل بهار که شیر زیاد است تولید و مصرف می‌شود.
این فراورده، ظاهری شبیه ماست دارد اما آن را توسط یک صافی مخصوص تبدیل به لور (شبیه ماست چکیده) می‌کنند و از ماست بسیار غلیظ تر است. غلظت زیاد باعث دوام بیشتر و قابلیت نگداری طولانی مدت می‌شود.
رنگ چوکه لیک به سبزیجات معطر موجود در آن، بستگی دارد و معمولاً به رنگ سبز کم رنگ می‌باشد.
چوکه لیک را با افزودن مقداری آب کمی رقیق می‌کنند و معمولاً با خرما خورده می‌شود و «چوکه لیک خرما» نام می‌گیرد.